# Atletik under sommer-OL 2024 - 800 meter løb (damer)
800 meter for damer i atletik under Sommer-OL 2024 blev arrangeret på Stade de France fra 2. til 5. august 2024.
| Medaljevindere   |              |            |  |  |  |  |
|                  |              |            |  |  |  |  |
|                  |              |            |  |  |  |  |
|                  |              |            |  |  |  |  |
| Keely Hodgkinson | Tsige Duguma | Mary Moraa |  |  |  |  |
| Storbritannien   | Etiopien     | Kenya      |  |  |  |  |

## Resultater

### Heats
Heatsene blev afholdt den 2. august med start kl. 19:45 (UTC+2) om aftenen.

#### Heat 1
| Rangering | Atlet               | Nation         | Tid     | Noter |
| --------- | ------------------- | -------------- | ------- | ----- |
| 1         | Jemma Reekie        | Storbritannien | 2:00.00 | Q     |
| 2         | Gabriela Gajanová   | Slovakiet      | 2:00.29 | Q     |
| 3         | Juliette Whittaker  | USA            | 2:00.45 | Q     |
| 4         | Valentina Rosamilia | Schweiz        | 2:00.45 |       |
| 5         | Jazz Shukla         | Canada         | 2:00.80 |       |
| 6         | Léna Kandissounon   | Frankrig       | 2:00.97 |       |
| 7         | Habitam Alemu       | Etiopien       | 2:02.19 |       |
| 8         | Amal Al Roumi       | Kuwait         | 2:11.35 |       |
| 9         | Layla Almasri       | Palæstina      | 2:12.21 | NR    |

#### Heat 2
| Rangering | Atlet               | Nation    | Tid     | Noter |
| --------- | ------------------- | --------- | ------- | ----- |
| 1         | Daily Cooper Gaspar | Cuba      | 1:58.88 | Q     |
| 2         | Prudence Sekgodiso  | Sydafrika | 1:59.84 | Q     |
| 3         | Rachel Pellaud      | Schweiz   | 2:00.07 | Q     |
| 4         | Halimah Nakaayi     | Uganda    | 2:00.51 |       |
| 5         | Nelly Jepkosgei     | Bahrain   | 2:00.63 |       |
| 6         | Flávia de Lima      | Brasilien | 2:00.73 | SB    |
| 7         | Lorena Martín       | Spanien   | 2:02.52 |       |
| 8         | Anna Wielgosz       | Polen     | 2:02.54 |       |

#### Heat 3
| Rangering | Atlet                   | Nation         | Tid     | Noter    |
| --------- | ----------------------- | -------------- | ------- | -------- |
| 1         | Worknesh Mesele         | Etiopien       | 1:58.07 | Q, PB    |
| 2         | Rénelle Lamote          | Frankrig       | 1:58.59 | Q        |
| 3         | Phoebe Gill             | Storbritannien | 1:58.83 | Q        |
| 4         | Eloisa Coiro            | Italien        | 1:59.19 | PB       |
| 5         | Vivian Chebet Kiprotich | Kenya          | 1:59.90 |          |
| 6         | Rose Mary Almanza       | Cuba           | 2:00.36 |          |
| 7         | Anita Horvat            | Slovenien      | 2:00.91 |          |
|           | Assia Raziki            | Marokko        | DQ      | TR17.1.2 |

#### Heat 4
| Rangering | Atlet                | Nation                   | Tid     | Noter |
| --------- | -------------------- | ------------------------ | ------- | ----- |
| 1         | Keely Hodgkinson     | Storbritannien           | 1:59.31 | Q     |
| 2         | Nia Akins            | USA                      | 1:59.67 | Q     |
| 3         | Noélie Yarigo        | Benin                    | 1:59.68 | Q     |
| 4         | Eveliina Määttänen   | Finland                  | 2:00.02 |       |
| 5         | Majtie Kolberg       | Tyskland                 | 2:00.55 |       |
| 6         | Oratile Nowe         | Botswana                 | 2:01.00 |       |
| 7         | Catriona Bisset      | Australien               | 2:01.60 |       |
| 8         | Adelle Tracey        | Jamaica                  | 2:03.47 | SB    |
| 9         | Perina Lokure Nakang | Olympiske flygtningehold | 2:08.20 | PB    |

#### Heat 5
| Rangering | Atlet            | Nation                        | Tid     | Noter |
| --------- | ---------------- | ----------------------------- | ------- | ----- |
| 1         | Tsige Duguma     | Etiopien                      | 1:57.90 | Q     |
| 2         | Mary Moraa       | Kenya                         | 1:57.95 | Q     |
| 3         | Shafiqua Maloney | Saint Vincent og Grenadinerne | 1:58.23 | Q, NR |
| 4         | Anaïs Bourgoin   | Frankrig                      | 1:58.47 | PB    |
| 5         | Abbey Caldwell   | Australien                    | 1:58.49 | SB    |
| 6         | Lorea Ibarzabal  | Spanien                       | 2:00.71 |       |
| 7         | Sanu Jallow      | Gambia                        | 2:03.91 | NR    |
| 8         | Gresa Bakraçi    | Kosovo                        | 2:13.29 |       |

#### Heat 6
| Rangering | Atlet                 | Nation     | Tid     | Noter |
| --------- | --------------------- | ---------- | ------- | ----- |
| 1         | Natoya Goule-Toppin   | Jamaica    | 1:58.66 | Q     |
| 2         | Claudia Hollingsworth | Australien | 1:58.77 | Q     |
| 3         | Lilian Odira          | Kenya      | 1:58.83 | Q, PB |
| 4         | Gabija Galvydytė      | Litauen    | 1:59.18 | PB    |
| 5         | Audrey Werro          | Schweiz    | 1:59.38 |       |
| 6         | Allie Wilson          | USA        | 1:59.69 |       |
| 7         | Elena Bellò           | Italien    | 1:59.98 |       |
| 8         | Tharushi Karunarathna | Sri Lanka  | 2:07.76 |       |

### Opsamlingsheats
Opsamlingsheats blev afholdt den 3. august med start kl. 11:10 (UTC+2) om morgenen.

#### Heat 1
| Rangering | Atlet            | Nation     | Tid     | Noter            |
| --------- | ---------------- | ---------- | ------- | ---------------- |
| 1         | Abbey Caldwell   | Australien | 2:00.07 | Skabelon:AthAbbr |
| 2         | Eloisa Coiro     | Italien    | 2:00.31 |                  |
| 3         | Audrey Werro     | Schweiz    | 2:00.62 |                  |
| 4         | Gabija Galvydytė | Litauen    | 2:00.66 |                  |
| 5         | Flávia de Lima   | Brasilien  | 2:01.64 |                  |
| 6         | Halimah Nakaayi  | Uganda     | 2:02.88 |                  |
| 7         | Lorena Martín    | Spanien    | 2:03.04 |                  |

#### Heat 2
| Rangering | Atlet               | Nation    | Tid     | Noter |
| --------- | ------------------- | --------- | ------- | ----- |
| 1         | Anaïs Bourgoin      | Frankrig  | 1:59.52 | Q     |
| 2         | Valentina Rosamilia | Schweiz   | 1:59.65 | q     |
| 3         | Allie Wilson        | USA       | 1:59.73 |       |
| 4         | Anita Horvat        | Slovenien | 2:00.56 |       |
| 5         | Adelle Tracey       | Jamaica   | 2:03.67 |       |
| 6         | Sanu Jallow         | Gambia    | 2:04.44 |       |
| 7         | Anna Wielgosz       | Polen     | 2:05.77 |       |
| 8         | Layla Almasri       | Palæstina | 2:16.72 |       |

#### Heat 3
| Rangering | Atlet                | Nation                   | Tid     | Noter    |
| --------- | -------------------- | ------------------------ | ------- | -------- |
| 1         | Rose Mary Almanza    | Cuba                     | 2:01.54 | Q        |
| 2         | Jazz Shukla          | Canada                   | 2:02.00 |          |
| 3         | Catriona Bisset      | Australien               | 2:02.35 |          |
| 4         | Elena Bellò          | Italien                  | 2:02.91 |          |
| 5         | Oratile Nowe         | Botswana                 | 2:03.29 |          |
| 6         | Léna Kandissounon    | Frankrig                 | 2:03.40 |          |
| 7         | Perina Lokure Nakang | Olympiske flygtningehold | 2:11.33 |          |
|           | Gresa Bakraçi        | Kosovo                   | DQ      | TR17.2.3 |

#### Heat 4
| Rangering | Atlet                   | Nation    | Tid     | Noter |
| --------- | ----------------------- | --------- | ------- | ----- |
| 1         | Majtie Kolberg          | Tyskland  | 1:59.08 | Q     |
| 2         | Vivian Chebet Kiprotich | Kenya     | 1:59.31 | q     |
| 3         | Lorea Ibarzabal         | Spanien   | 1:59.81 |       |
| 4         | Eveliina Määttänen      | Finland   | 2:00.38 |       |
| 5         | Nelly Jepkosgei         | Bahrain   | 2:01.12 |       |
| 6         | Habitam Alemu           | Etiopien  | 2:02.73 |       |
| 7         | Tharushi Karunarathna   | Sri Lanka | 2:06.66 |       |
| 8         | Amal Al Roumi           | Kuwait    | 2:12.13 |       |

### Semifinaler
Semifinalerne blev afholdt den 4. august med start kl. 20.40 (UTC+2) om aftenen. Kvalifikation: De første 2 i hvert heat (Q) og de næste 2 hurtigste (q) går videre til finalen.

#### Heat 1
| Rangering | Atlet               | Nation         | Tid     | Noter |
| --------- | ------------------- | -------------- | ------- | ----- |
| 1         | Mary Moraa          | Kenya          | 1:57.86 | Q     |
| 2         | Worknesh Mesele     | Etiopien       | 1:58.06 | Q, PB |
| 3         | Daily Cooper Gaspar | Cuba           | 1:58.39 | PB    |
| 4         | Phoebe Gill         | Storbritannien | 1:58.47 |       |
| 5         | Abbey Caldwell      | Australien     | 1:58.52 |       |
| 6         | Natoya Goule-Toppin | Jamaica        | 1:59.14 |       |
| 7         | Valentina Rosamilia | Schweiz        | 1:59.27 |       |
| 8         | Noélie Yarigo       | Benin          | 2:01.35 |       |

#### Heat 2
| Rangering | Atlet                   | Nation                        | Tid     | Noter |
| --------- | ----------------------- | ----------------------------- | ------- | ----- |
| 1         | Tsige Duguma            | Etiopien                      | 1:57.47 | Q, PB |
| 2         | Shafiqua Maloney        | Saint Vincent og Grenadinerne | 1:57.59 | Q, NR |
| 3         | Juliette Whittaker      | USA                           | 1:57.76 | q, PB |
| 4         | Rénelle Lamote          | Frankrig                      | 1:57.78 | q     |
| 5         | Jemma Reekie            | Storbritannien                | 1:58.01 |       |
| 6         | Gabriela Gajanová       | Slovakiet                     | 1:58.22 | NR    |
| 7         | Majtie Kolberg          | Tyskland                      | 1:58.52 | PB    |
| 8         | Vivian Chebet Kiprotich | Kenya                         | 1:59.64 |       |

#### Heat 3
| Rangering | Atlet                 | Nation         | Tid     | Noter            |
| --------- | --------------------- | -------------- | ------- | ---------------- |
| 1         | Keely Hodgkinson      | Storbritannien | 1:56.86 | Q                |
| 2         | Prudence Sekgodiso    | Sydafrika      | 1:57.57 | Q                |
| 3         | Nia Akins             | USA            | 1:58.20 |                  |
| 4         | Lilian Odira          | Kenya          | 1:58.53 | PB               |
| 5         | Rose Mary Almanza     | Cuba           | 1:58.73 | Skabelon:AthAbbr |
| 6         | Anaïs Bourgoin        | Frankrig       | 1:59.62 |                  |
| 7         | Claudia Hollingsworth | Australien     | 2:01.51 |                  |
| 8         | Rachel Pellaud        | Schweiz        | 2:03.36 |                  |

### Finale
Finalen blev afholdt den 5. august med start kl. 21:45 (UTC+2) om aftenen.
| Rangering | Atlet              | Nation                        | Tid     | Noter |
| --------- | ------------------ | ----------------------------- | ------- | ----- |
| 1         | Keely Hodgkinson   | Storbritannien                | 1:56.72 |       |
| 2         | Tsige Duguma       | Etiopien                      | 1:57.15 | PB    |
| 3         | Mary Moraa         | Kenya                         | 1:57.42 |       |
| 4         | Shafiqua Maloney   | Saint Vincent og Grenadinerne | 1:57.66 |       |
| 5         | Rénelle Lamote     | Frankrig                      | 1:58.19 |       |
| 6         | Worknesh Mesele    | Etiopien                      | 1:58.28 |       |
| 7         | Juliette Whittaker | USA                           | 1:58.50 |       |
| 8         | Prudence Sekgodiso | Sydafrika                     | 1:58.79 |       |